# Saint Jean Baptiste (Rodin)
Pour les articles homonymes, voir Saint-Jean-Baptiste.
Saint Jean Baptiste est une des premières statues en bronze d'Auguste Rodin de 1878. Elle confirme son génie après L'Âge d'airain et est exposée au musée d'Orsay et au musée Rodin de Paris.

## Historique
Pour prouver son génie et faire taire les détracteurs du bronze L'Âge d'airain, accusé d'avoir été moulé, Rodin crée en 1878 un Saint Jean Baptiste plus grand que nature.
La plâtre est exposé au salon de 1880 (no 6691) et le bronze en 1881 (no 4263). Ce dernier alors est acquis par l'Etat. Celui-ci est aujourd'hui au Musée d'Orsay.
Deux plâtres sont aujourd'hui connus, l'un au Muma (Le Havre), l'autre au Musée de Cambrai.

## Iconographie
Cette statue représente saint Jean Baptiste. Il ne porte pas ses attributs (vêtements de peau...) habituels mais est représenté nu, rappel de l'ascétisme de cette figure. Le doigt levé évoque le prêche de celui-ci dans le désert.

## Style

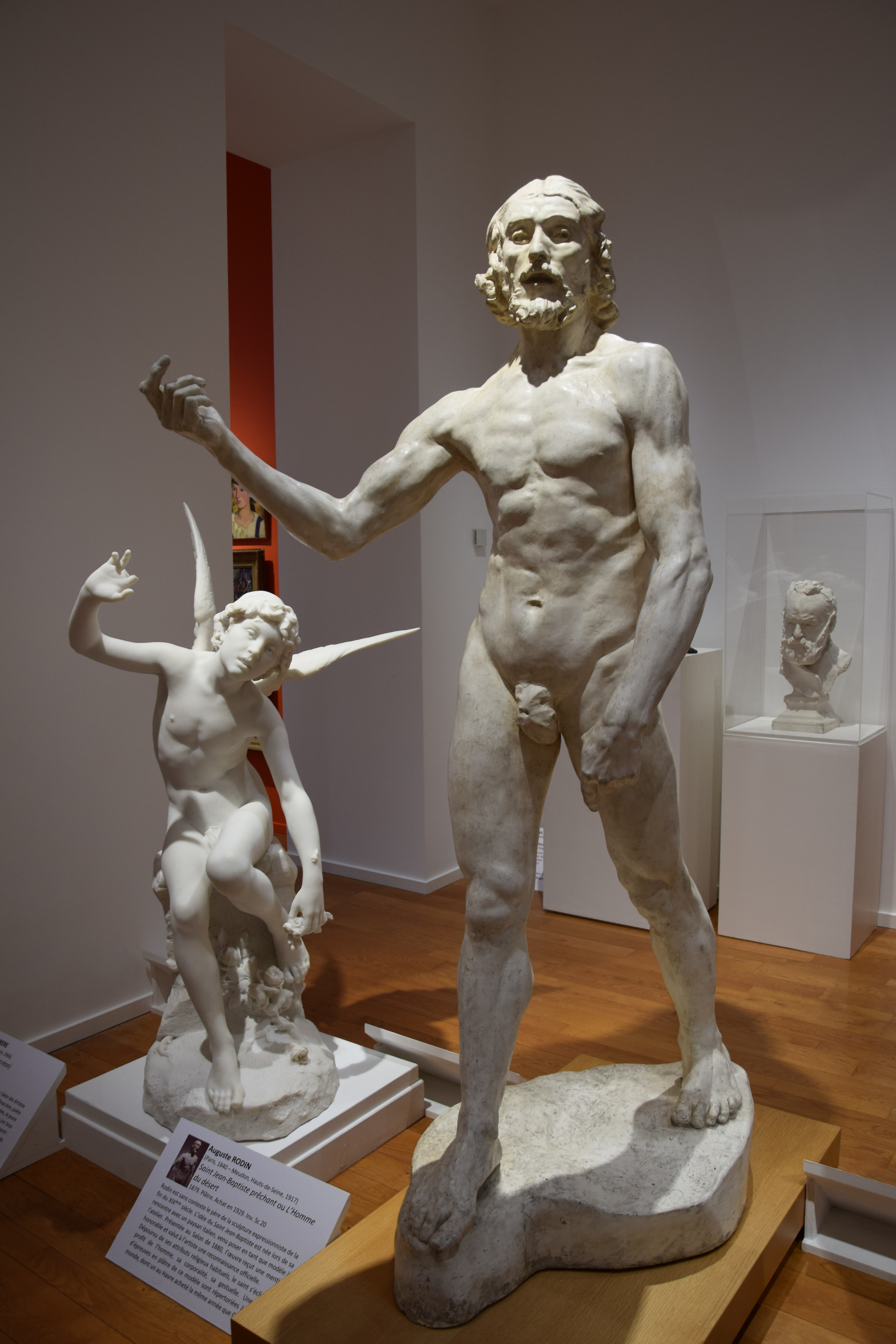
Saint Jean-Baptiste prêchant, plâtre, Musée de Cambrai

Par cette oeuvre, Rodin prouve ainsi qu'il n'a pas recours au moulage. Il révolutionne alors la sculpture, par l’expressivité des formes, des expressions, des émotions, des sentiments et de la sensualité, de la perfection des visages, et de parties aussi complexes que les mains, les pieds etc. Il invente « le style Rodin » avec de nouvelles techniques de sculpture comme l’assemblage, la démultiplication ou la fragmentation, en totale contradiction avec l’académisme d'alors.

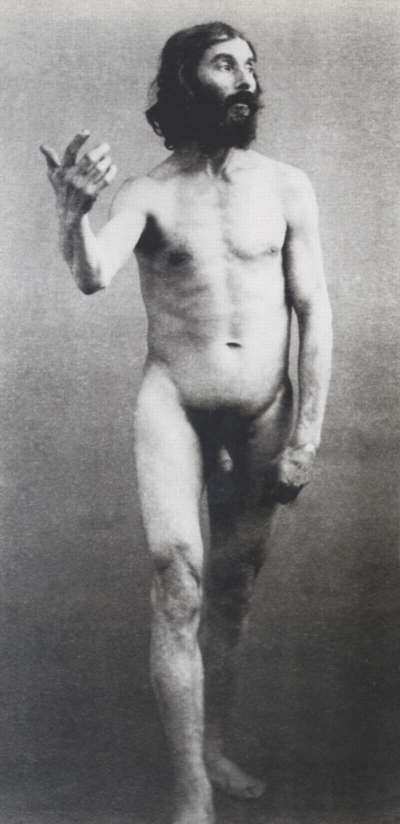
Le modèle Pignatelli posant pour l'œuvre, photographié par Gaudenzio Marconi.

## Moulages de l'œuvre dans le monde
Liste non exhaustive :
- Musée d'Orsay de Paris.
- Musée Rodin de Paris.
- Musée d'art moderne de New York.
- Musée des Beaux-Arts de San Francisco (palais californien de la Légion d'Honneur).
- Musée du Luxembourg de Paris.
- Tate Gallery de Londres.
- Norton Simon Museum
- Glenkiln
- Victoria and Albert Museum